# Pic à raies noires
Dendropicos lugubris
Espèce
Statut de conservation UICN

 LC  : Préoccupation mineure
Le Pic à raies noires (Dendropicos lugubris) est une espèce de pic autrefois considérée comme une sous-espèce (Dendropicos gabonensis lugubris) du Pic du Gabon.
Cet oiseau vit à travers la forêt guinéenne de l'Ouest africain.